# Spéléogenèse

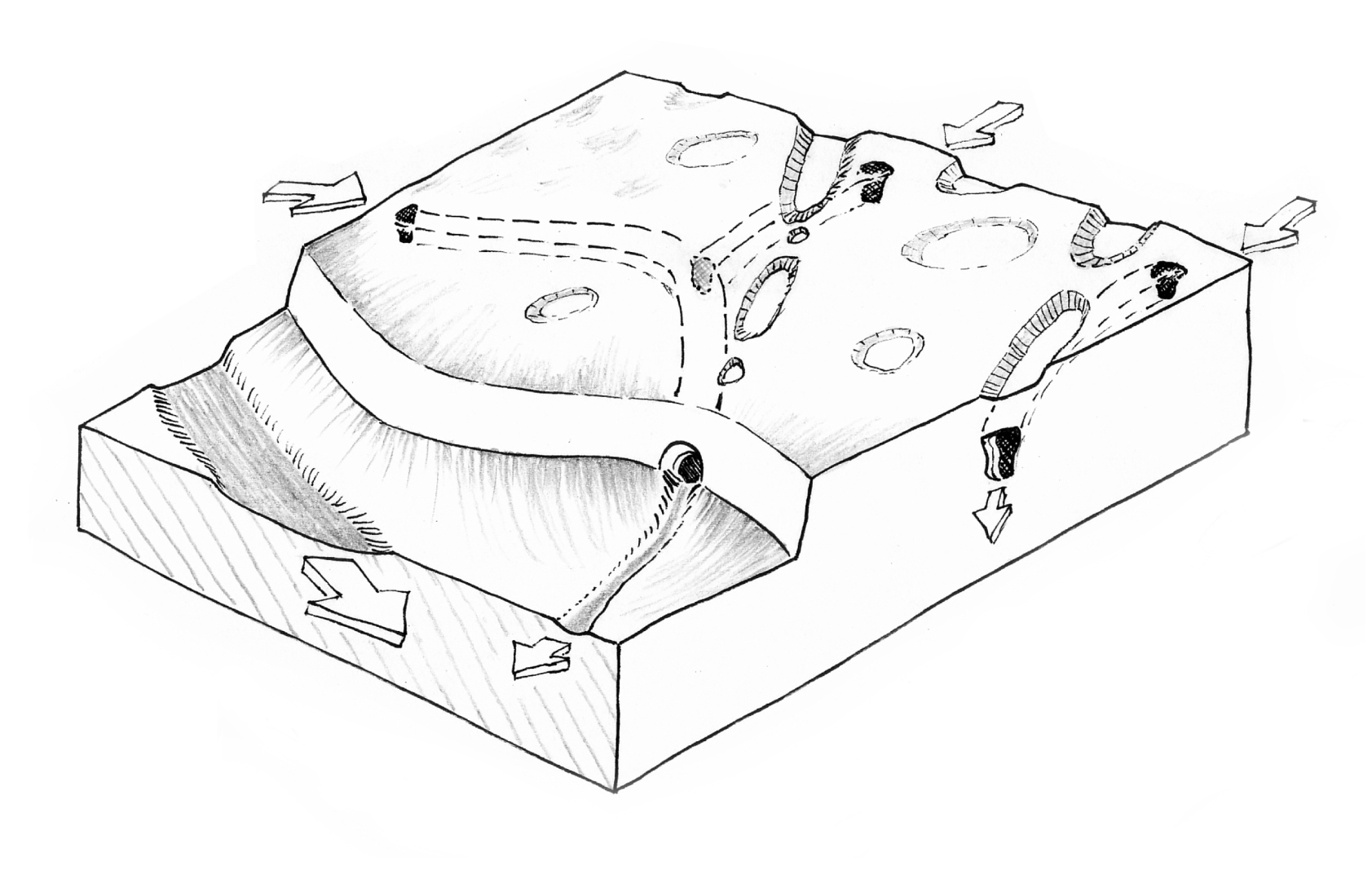
Bloc-diagramme d'un plateau karstique et d'une vallée.

La spéléogenèse (du grec ancien σπηλαιοv / spelaion « grotte » et γένεσιςs / genesis  « création ») est le processus de formation des cavités souterraines (grottes, avens, gouffres, abris sous roche), pénétrables ou non par l’homme et plus spécifiquement l’étude de la formation de ces cavités. Elle est corrélée avec l'hydrogéologie, les flux des phases d'érosion et de colmatages (spéléothèmes, sols rouges).
La phase de percement des roches carbonatées aboutissant à la formation de galeries pénétrables à l’homme est en moyenne de 100 000 ans, les taux maximaux de croissance étant approximativement de 0.001 à 0,1 centimètre/an selon la chimie de l’eau et la lithologie locale, ce qui explique que cette formation peut aller de 10 000 ans à plusieurs millions d'années.

## Modes
Les modes de spéléogenèse sont multiples, ils dépendent notamment du mode d’écoulement (torrentiel ou noyé), de la structure géologique (nature et disposition des roches karstiques et imperméables) qui guide les circulations, de la topographie qui oriente les circulations des points hauts vers le fond des vallées, de l’évolution géomorphologique qui modifie l’aspect du relief, notamment par le creusement des vallées.

## Types de cavités
Selon les processus spéléogénétiques, relevant du karst ou du pseudokarst, on distingue : 
- les grottes primaires : grottes de lave des roches magmatiques, grottes de récifs d'origine organogène et grottes à tuf
- les grottes secondaires : 
  - cavités tectoniques (vides tectoniques liés à l'ouverture d'une diaclase ou d'une faille)
  - cavités de dissolution par karstification totale (dissolution rapide des roches carbonatées) ou par fantômisation (dissolution très lente en masse de roches pseudokarstiques ou dissolution de roches carbonatées par des eaux d'infiltration lentes)[5].

## Iconographie

Stades de spéléogenèse dans un plateau karstique
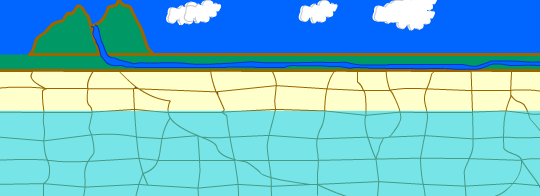
Stade 1 : eaux en surface.
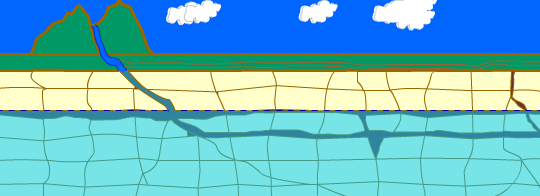
Stade 2 : infiltration et écoulement d'eaux souterraines
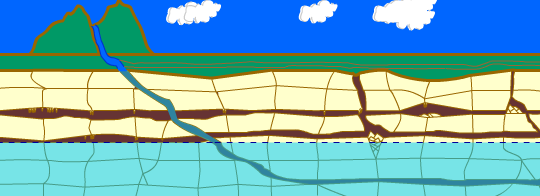
Stade 3 : formation de conduits souterrains